# پارک ملی ایران کوچک
پارک ملی ایران کوچک یکی از بوستان‌های شهر کرج است.
این پارک در زمینی به مساحت هفت هکتار در ضلع جنوب شرقی میدان جمهوری واقع شده‌است. در پارک ایران کوچک زیست‌بوم ۱۲ منطقه گردشگری و فرهنگی مهم کشور شبیه‌سازی شده‌است. پارک ایران کوچک پروژه‌ای ملی است که به ارزش ۴۰۰ میلیارد تومان در تاریخ ۱۴ اسفند ۱۳۹۹ هـ. خ به بهره‌برداری رسید.
در این پارک برخی سکونتگاه‌های اقوام ایرانی شبیه‌سازی شده‌است و معماری استان‌های یزد، اصفهان، خوزستان، فارس، گیلان، مازندران، گلستان و خراسان دیده می‌شود. این پروژه قابلیت توسعه را دارد و چند نماد دیگر از جمله «تپه اُزبکی» نیز به آن اضافه خواهدشد.

## اولین باغ فرهنگ کشور
این پارک به عنوان باغ فرهنگ کشور در میراث کمیسیون ملی یونسکو، در تاریخ ۶ خرداد ۱۴۰۰، با حضور دبیرکل کمیسیون ملی یونسکو در ایران، به ثبت رسید و بازگشایی عمومی شد.

پوستر آیین رونمایی
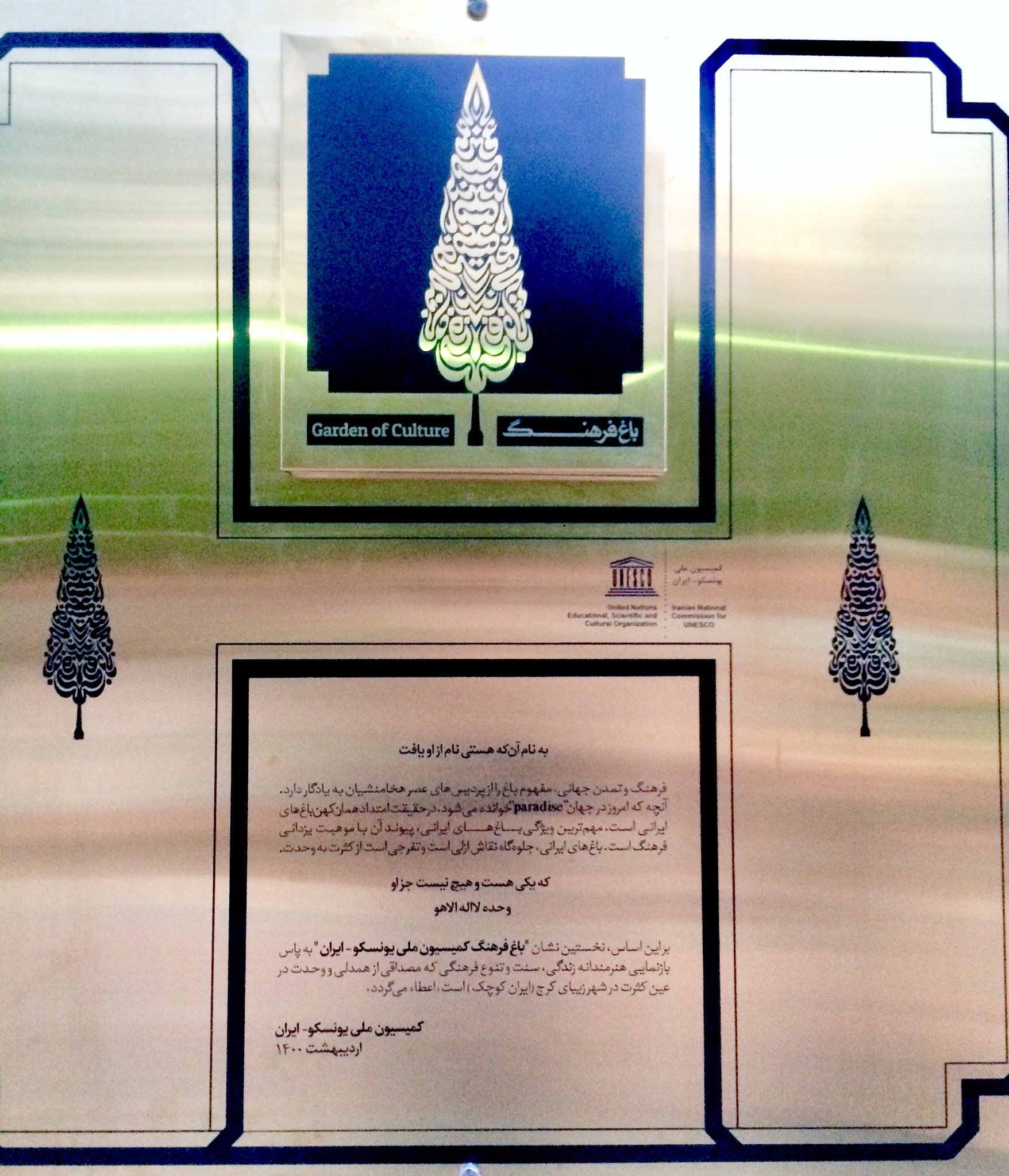
لوح یادبود

## نگارخانه

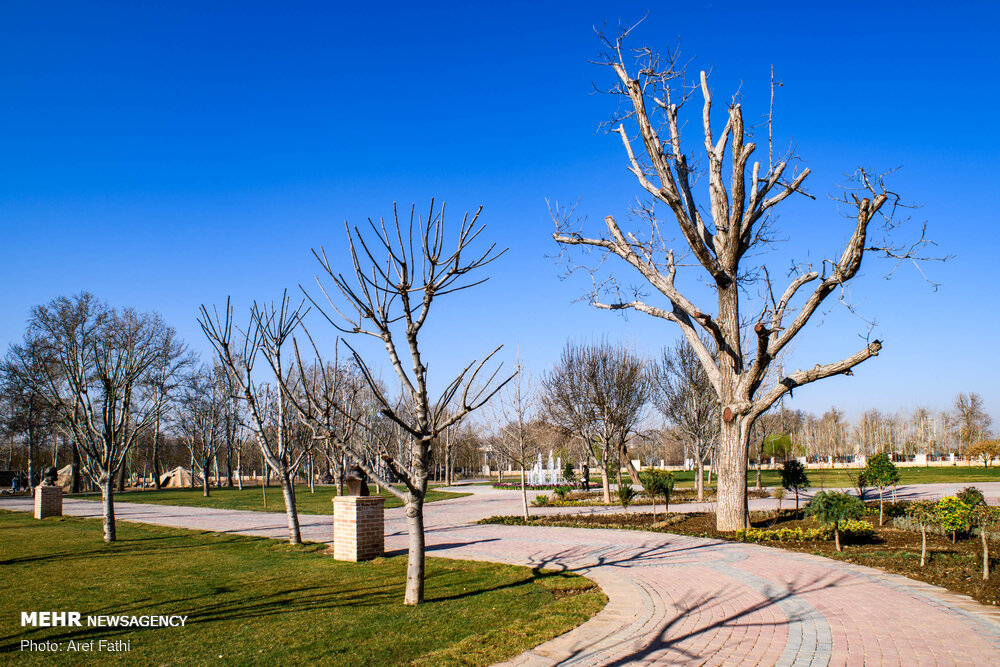
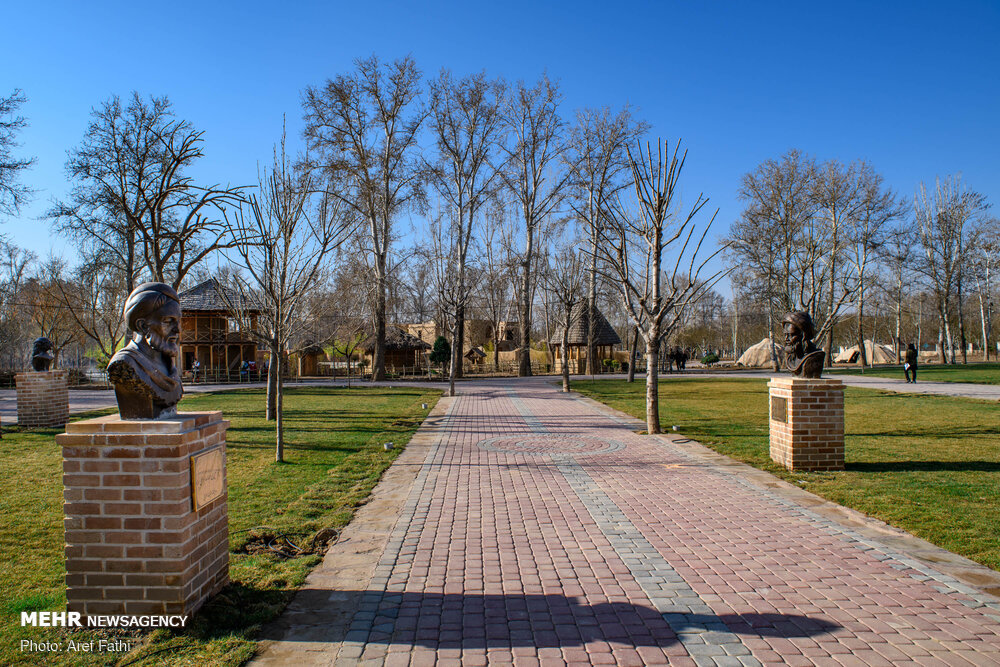
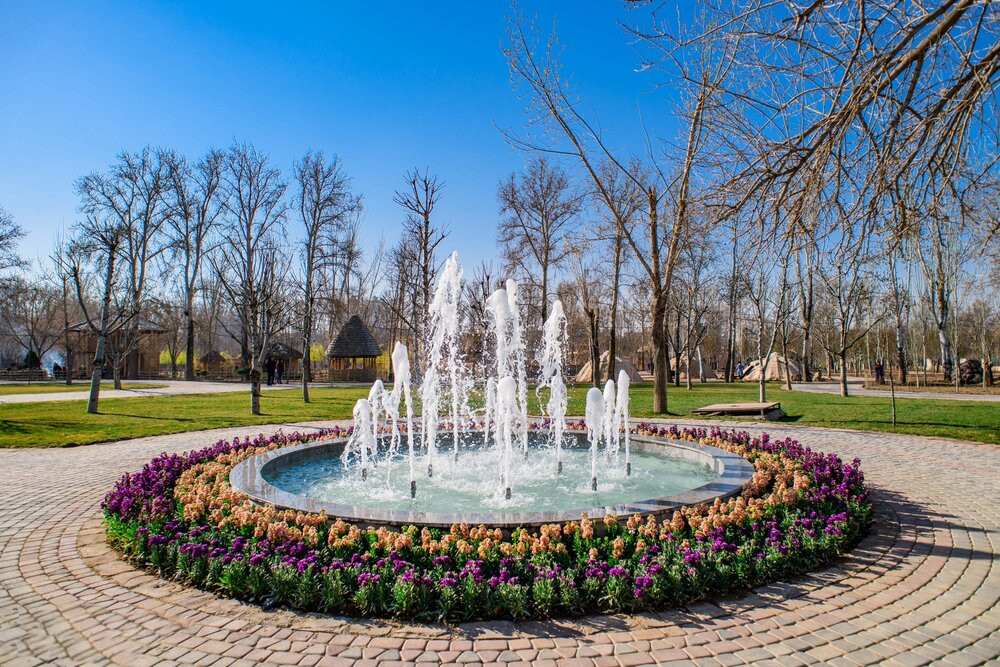
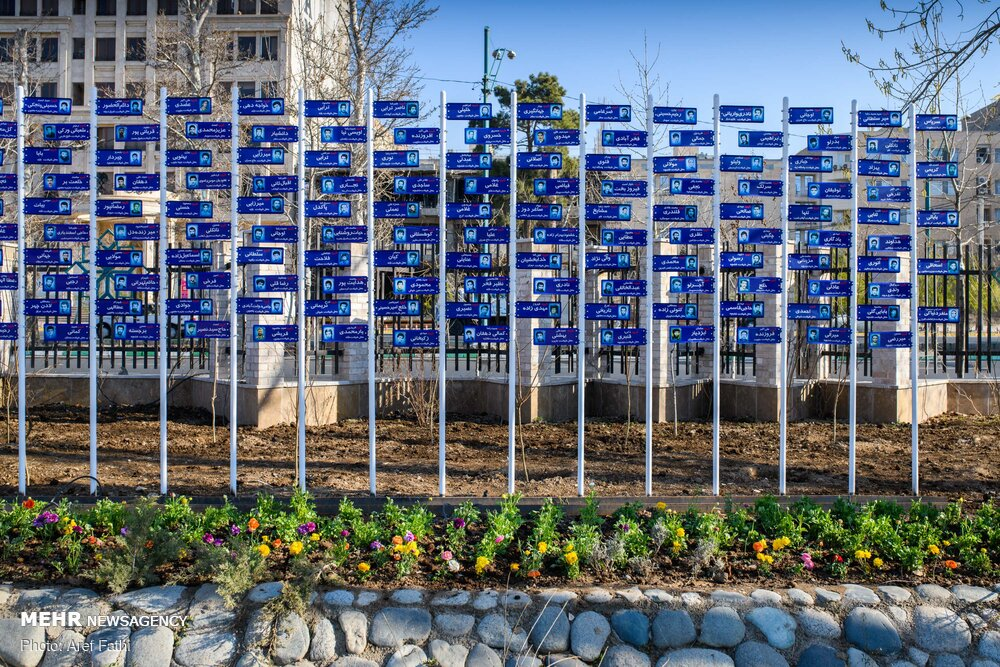
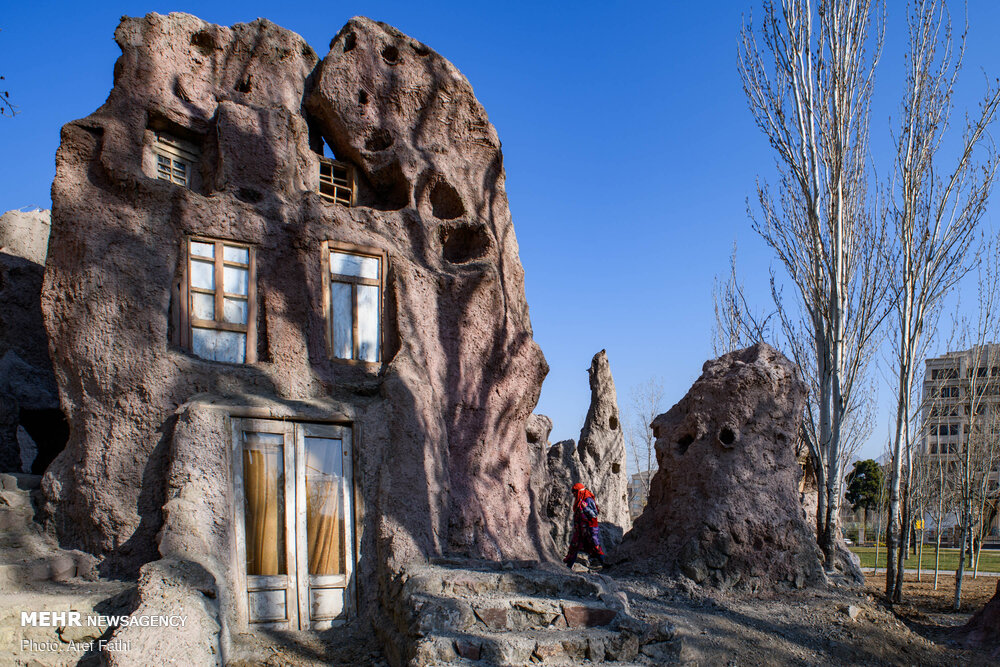
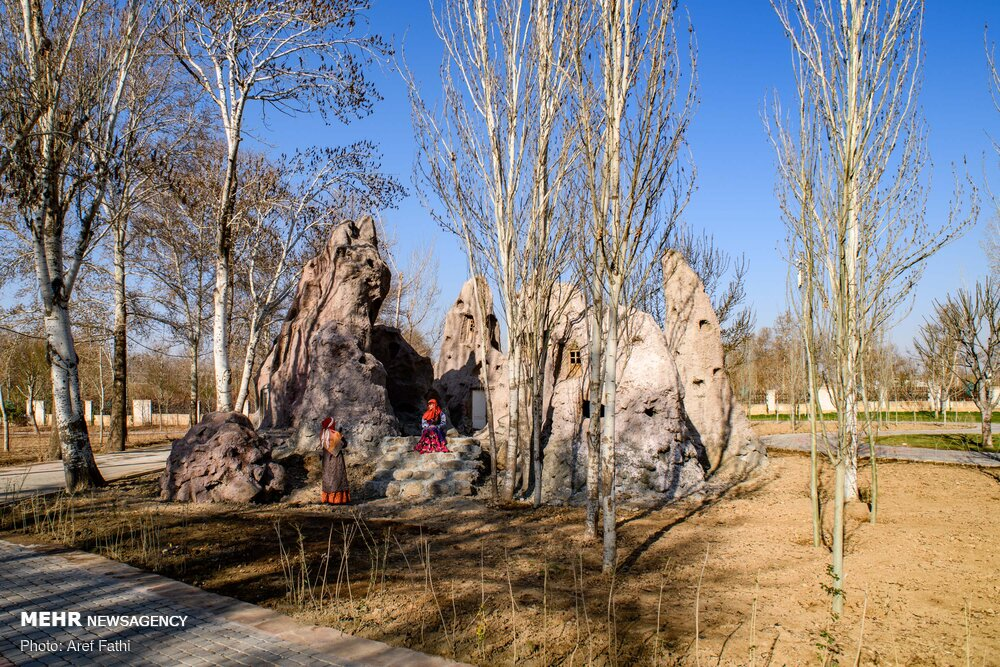
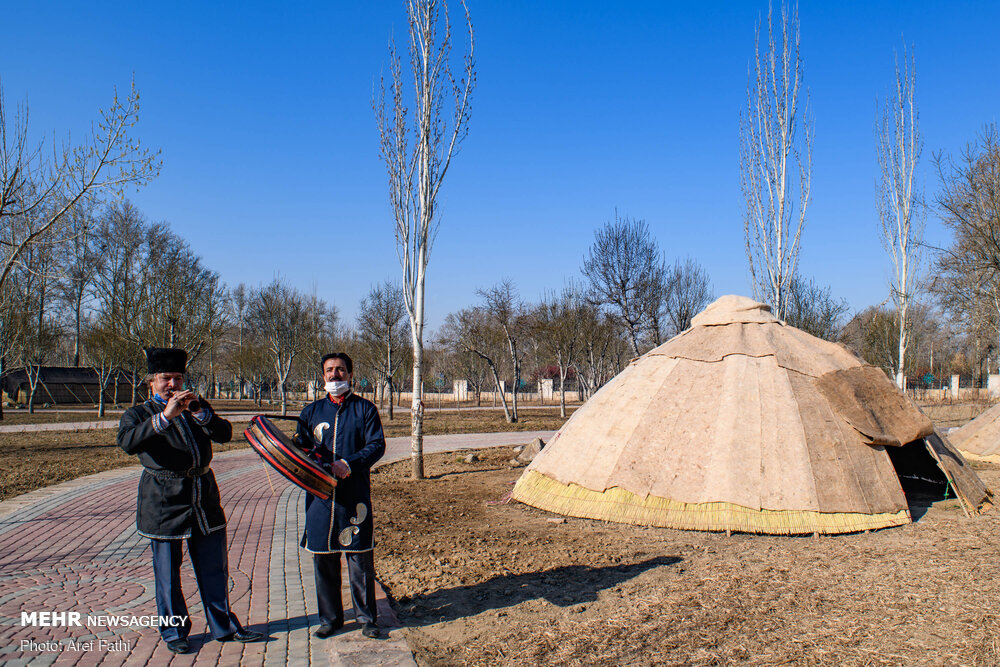
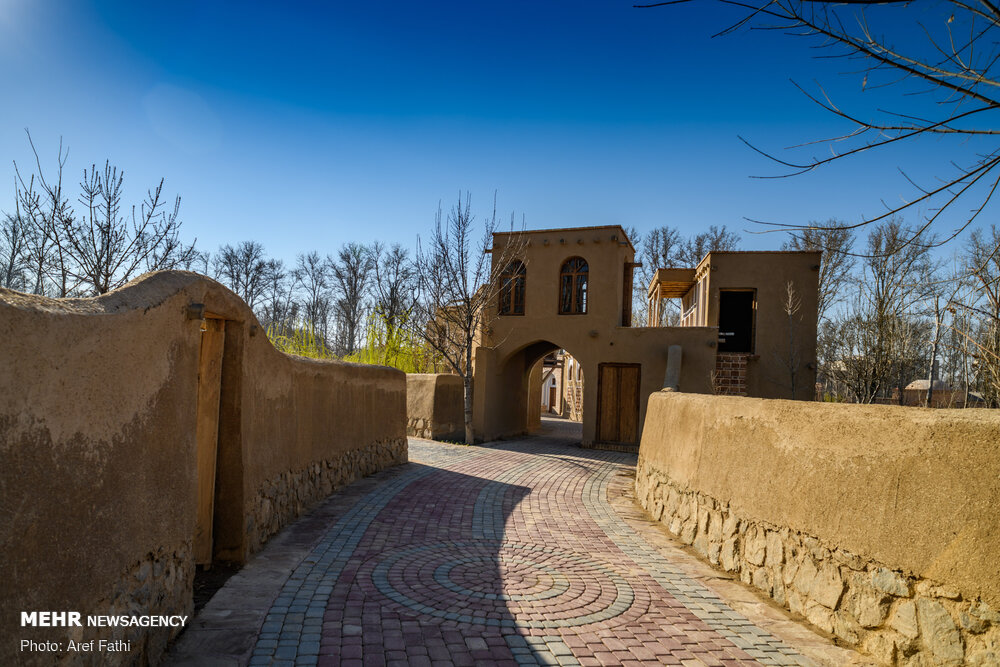
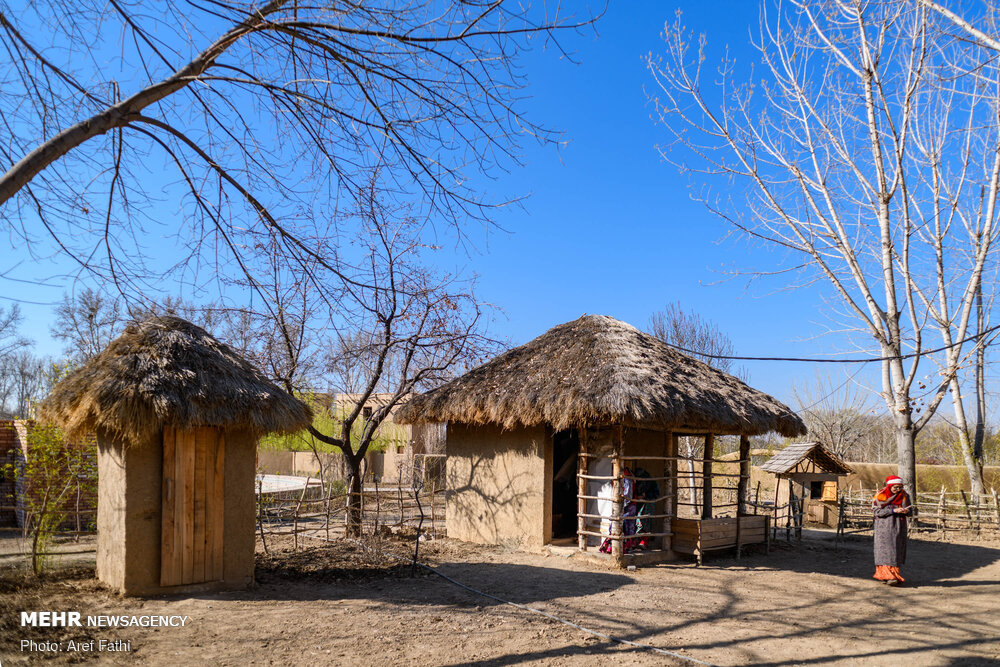
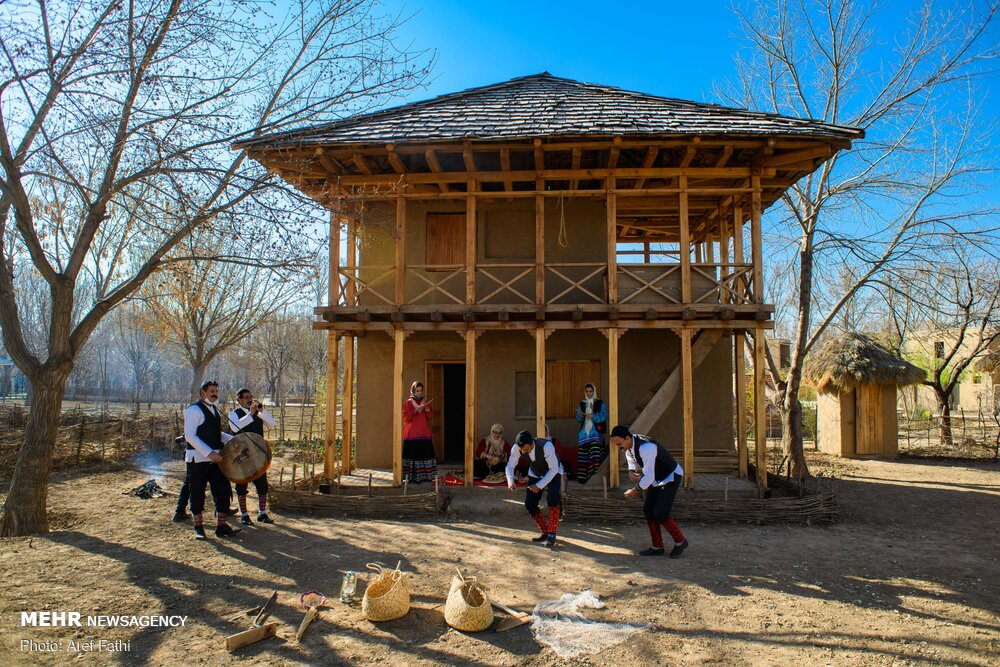
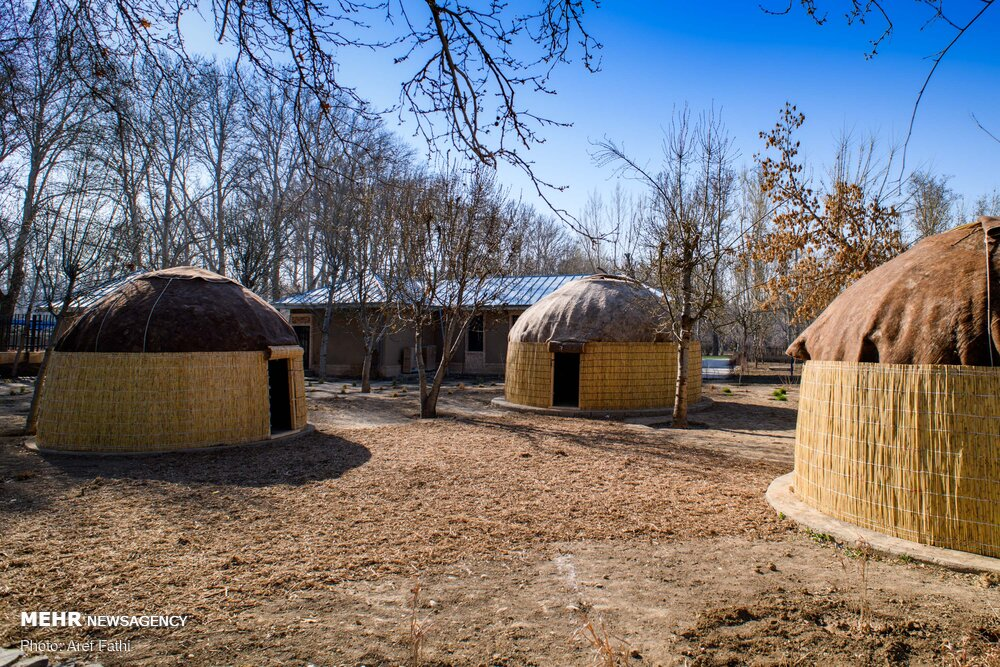
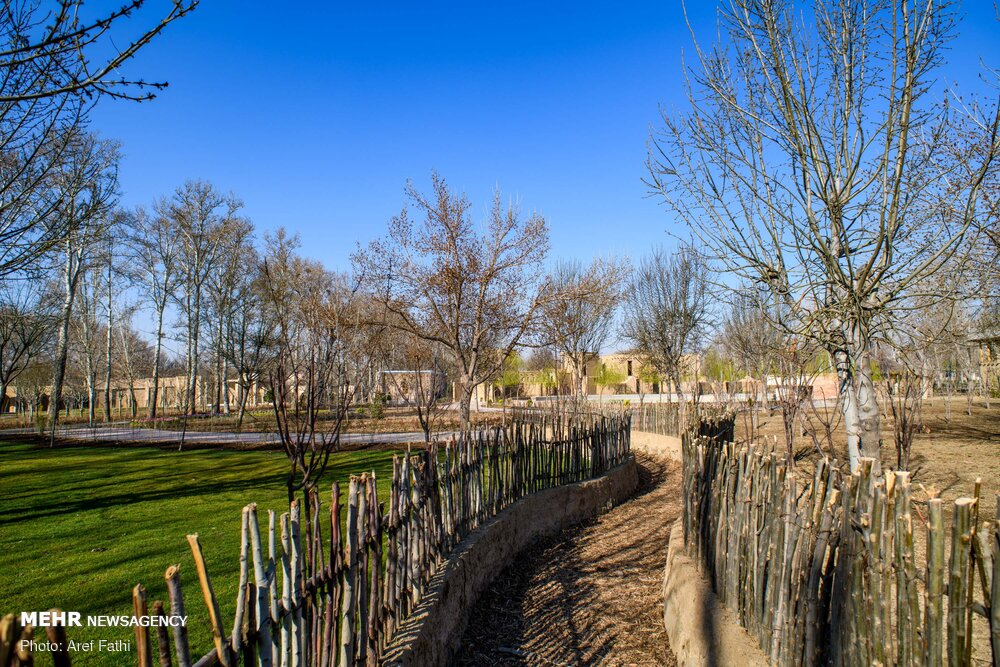
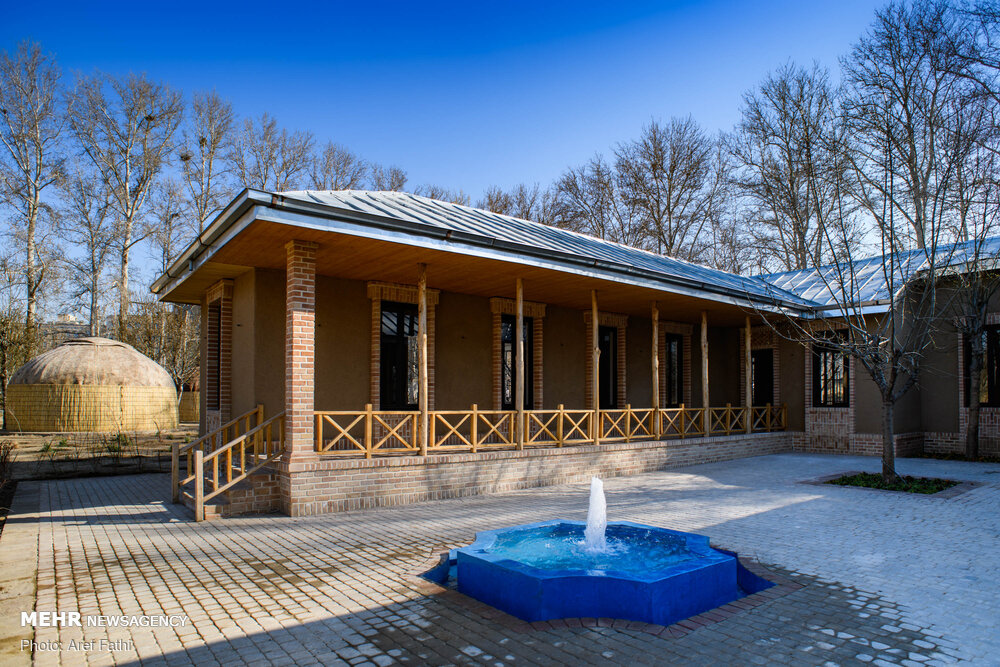
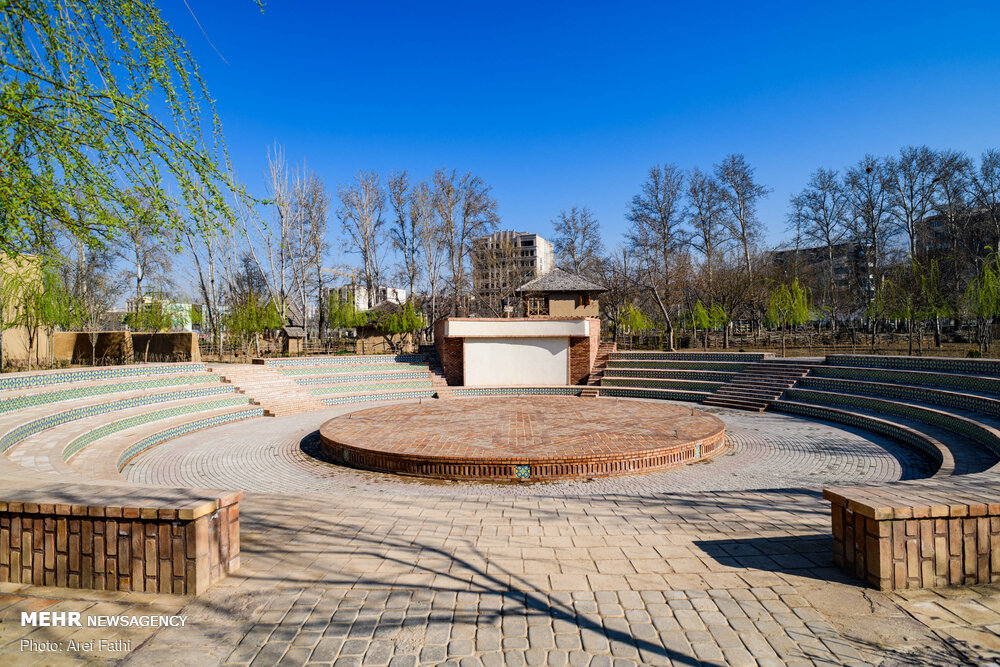
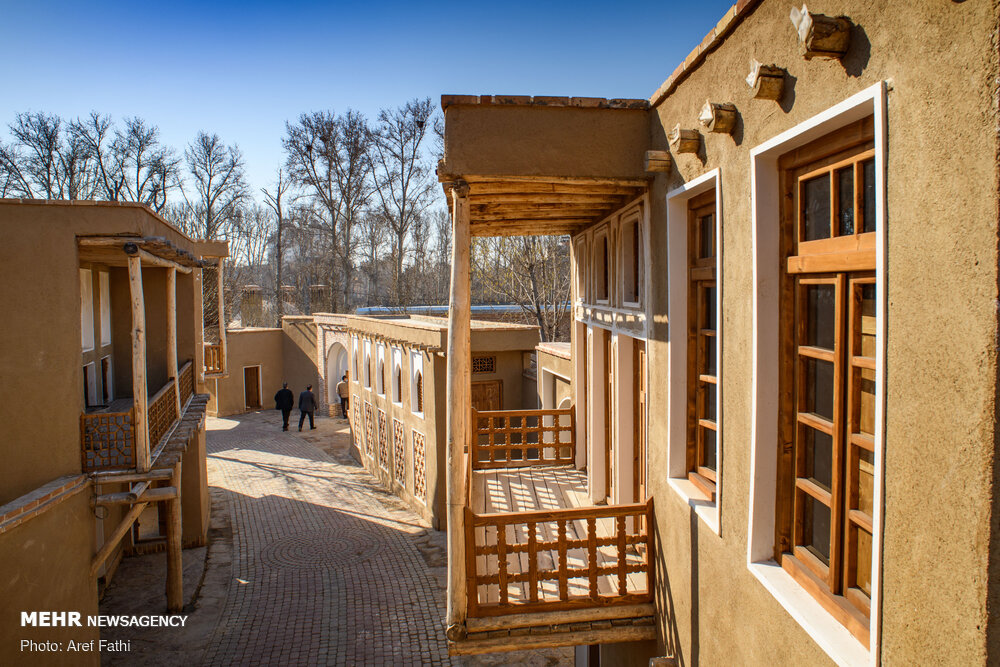
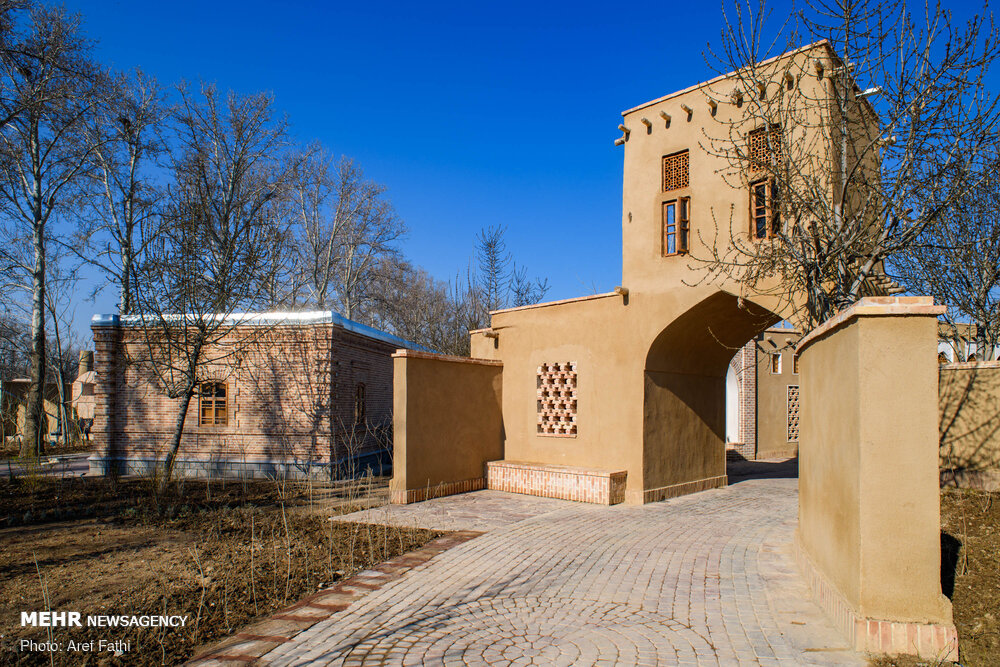
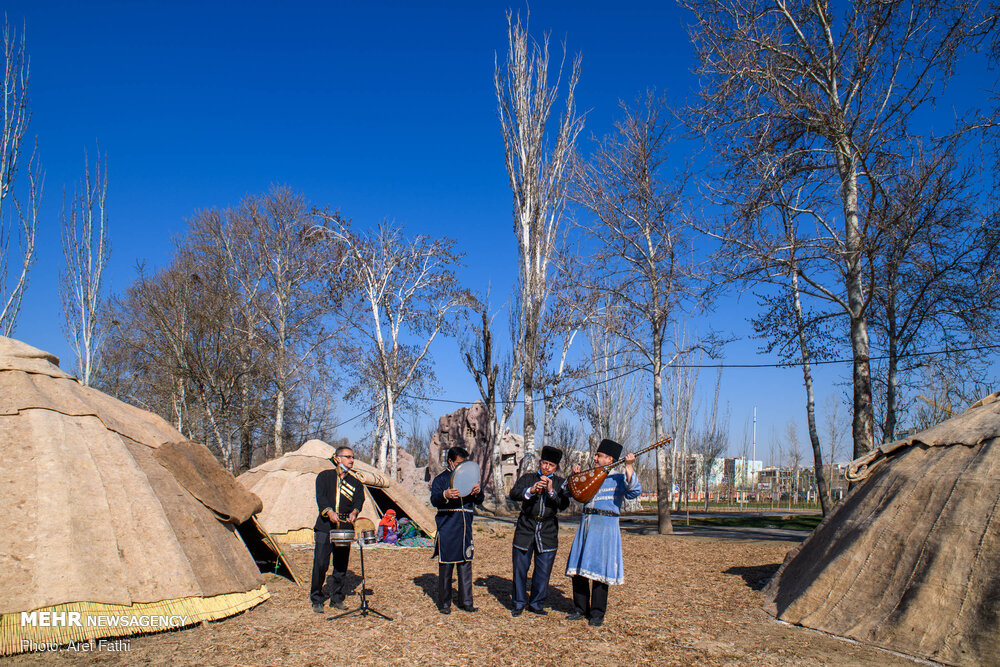
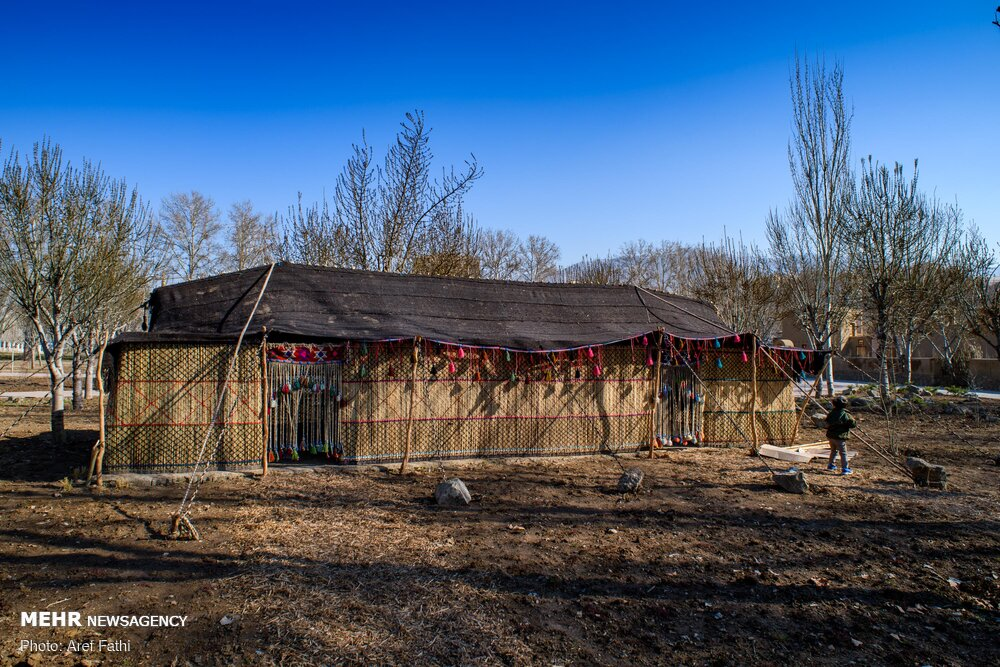
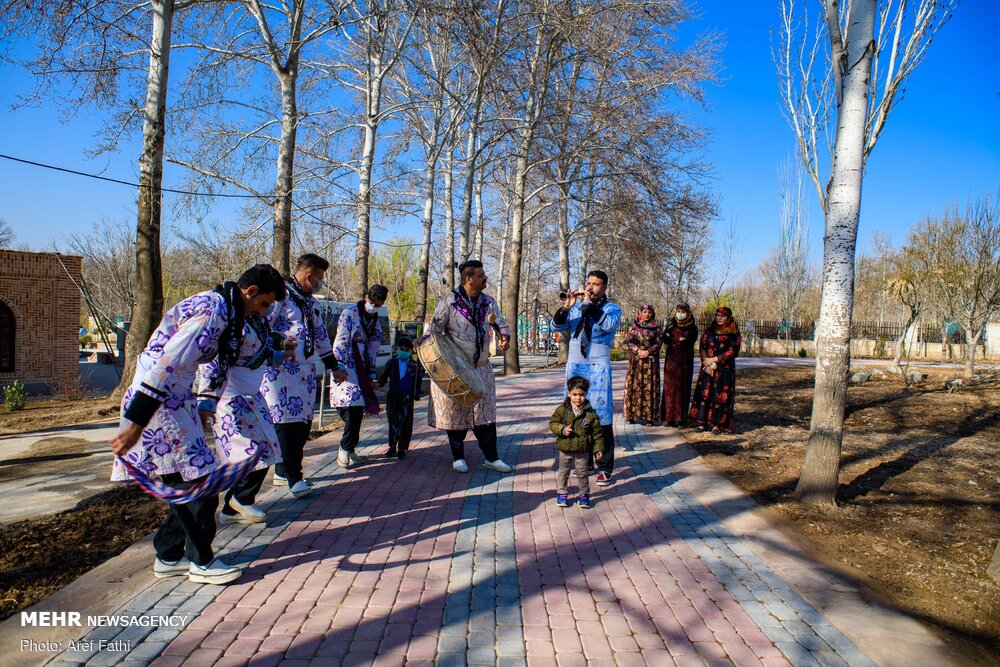
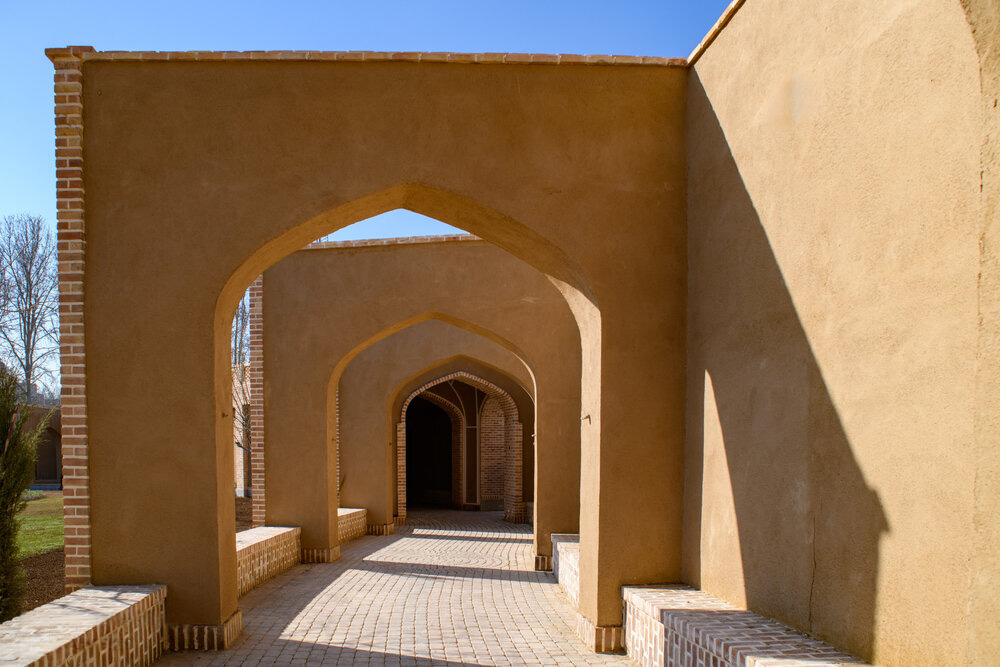
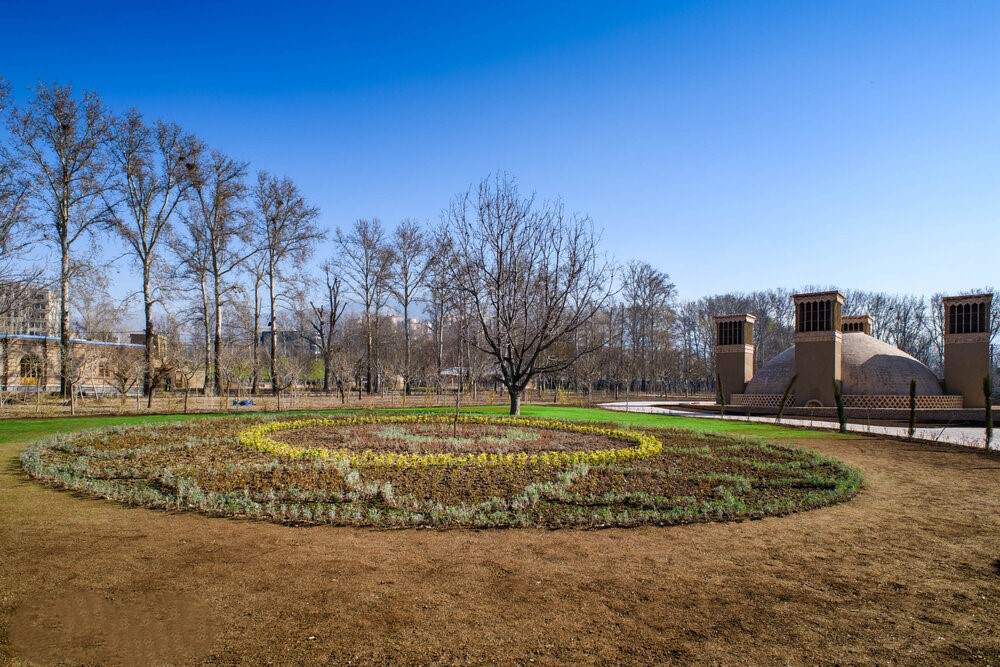